# Nash Standard Six
La Standard Six è un'autovettura prodotta dalla Nash Motors dal 1928 al 1929.

## Storia
Successe nel 1928 alla Light Six, di cui riprese la linea e la meccanica. Le carrozzerie disponibili erano berlina quattro porte, landaulet quattro porte e cabriolet due porte.
Il modello aveva installato un motore a sei cilindri in linea da 3.017 cm³ di cilindrata avente un alesaggio di 79,4 mm e una corsa di 101,6 mm, che erogava 45 CV di potenza. La frizione era monodisco a secco, mentre il cambio era a tre rapporti. La trazione era posteriore. I freni erano meccanici sulle quattro ruote.
Il passo del telaio nel 1929 passò da 2.769 mm a 2.858 mm. Nell'occasione, la potenza del motore raggiunse i 50 CV e la linea fu aggiornata. Il modello fu sostituito nel 1930 dalla Single Six e dalla Special Six.